# Pomezia
Pomezia település Olaszországban, Lazio régióban, Róma megyében. Lakosainak száma 64 119 fő (2023. január 1.). Pomezia Róma és Ardea községekkel határos.

## Népesség
A település lakossága az elmúlt években az alábbi módon változott:
| Lakosok száma | 63 125 | 63 641 | 64 119 |
|               | 2016   | 2018   | 2023   |